# Greenwood (Arkansas)
Greenwood è una località degli Stati Uniti d'America, capoluogo, assieme a Fort Smith, della contea di Sebastian, nello Stato dell'Arkansas.